# Norseman (Western Australia)
Norseman ist eine Stadt, welche in der westaustralischen Region Goldfields-Esperance liegt.

## Lage
Die nächsten größeren Orte sind die Goldgräberstadt Kalgoorlie (196 km nördlich) und die Hafenstadt Esperance (203 km südlich, am Antarktischen Ozean gelegen), die Hauptstadt des Bundesstaates, Perth, ist 724 km entfernt.

### Klima
|                       | Jan  | Feb  | Mär  | Apr  | Mai  | Jun  | Jul  | Aug  | Sep  | Okt  | Nov  | Dez  |   |       |
| Mittl. Tagesmax. (°C) | 32,5 | 31,5 | 28,5 | 25,1 | 20,8 | 17,8 | 17,0 | 18,8 | 22,1 | 25,3 | 28,3 | 30,5 | ⌀ | 24,8  |
| Mittl. Tagesmin. (°C) | 15,9 | 16,1 | 14,5 | 12,0 | 8,9  | 6,1  | 5,1  | 5,6  | 7,7  | 9,9  | 12,5 | 14,1 | ⌀ | 10,7  |
|                       |      |      |      |      |      |      |      |      |      |      |      |      |   |       |
| Niederschlag (mm)     | 29,2 | 26,2 | 33,3 | 25,8 | 32,2 | 28,8 | 27,8 | 24,9 | 26,0 | 18,7 | 26,2 | 31,0 | Σ | 330,1 |
|                       |      |      |      |      |      |      |      |      |      |      |      |      |   |       |
| Regentage (d)         | 4,5  | 4,1  | 5,3  | 6,2  | 7,9  | 9,5  | 10,5 | 9,4  | 8,5  | 5,9  | 6,1  | 5,1  | Σ | 83    |

| 15,9 |

| 16,1 |

| 14,5 |

| 12,0 |

| 8,9 |

| 6,1 |

| 5,1 |

| 5,6 |

| 7,7 |

| 9,9 |

| 12,5 |

| 14,1 |

| 15,9 |

| 16,1 |

| 14,5 |

| 12,0 |

| 8,9 |

| 6,1 |

| 5,1 |

| 5,6 |

| 7,7 |

| 9,9 |

| 12,5 |

| 14,1 |

## Geschichte
Zur Gründung von Norseman führte der australische Goldrausch. Nach ersten Goldfunden 1892 wurde im August 1893 das Dundas Field ausgerufen, wodurch erste Ansiedlungen in der Region begannen. Im Juli 1894 entdeckte Lawrence Sinclair auf seinem Pferd Norseman ein reichhaltiges Goldvorkommen, welches er nach dem Pferd benannte. Im Januar 1895 bat der Minenaufseher die Regierung um das Recht zur Gründung einer Stadt für bis zu 200 Minenarbeiter – die Gründung erfolgte im Laufe des Jahres. Der von den Aborigines ursprünglich für die Region verwendete Name war Jimberlana.
Da sich die Stadt Dundas in der Nähe befand, wuchs Norseman anfangs nur schleppend. Letztendlich konnten bis 1901 aber eine Post, eine Bank, ein Arzt und verschiedene Geschäfte angesiedelt sowie ein Gerichtsgebäude und mehrere(!) Kirchen erbaut werden. Ab 1899 wurde Norseman durch die Firma Cobb & Co mit Post beliefert.
1935 ließ sich die Western Mining Corporation in der Stadt nieder und investierte stark in die Infrastruktur – unter anderem wurden asphaltierte Straßen, eine Elektrizitätsversorgung und eine Wasserversorgung durch die Verlängerung der Goldfields Water Supply Scheme gebaut.
Im Umkreis der Stadt lag eines der größten Goldvorkommen in Westaustralien – so wurden von 1892 bis Ende des 20. Jahrhunderts über 100 Tonnen Gold gefördert.

## Wirtschaft und Infrastruktur

### Wirtschaft

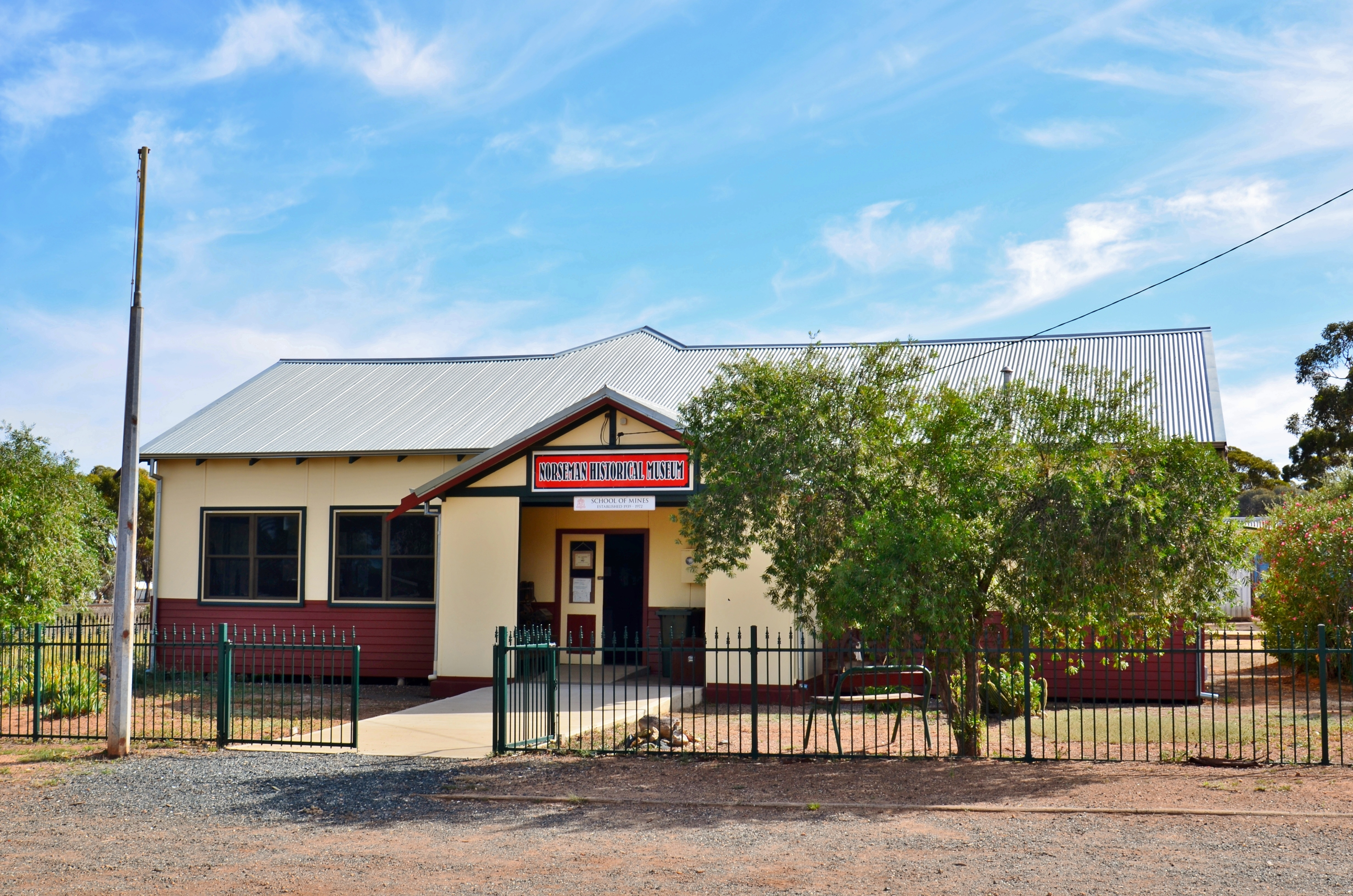
Museum

Norseman ist eine Bergbaustadt. Rund um den Ort befinden sich zahlreiche Abraumhalden sowie neben einigen kleineren Minen die große Mine der Central Norseman Gold Corporation. Der Tourismus spielt noch eine Nebenrolle, nimmt aber zu.
Bedingt durch die Lage an der Kreuzung wichtiger Fernstraßen hat die Stadt mehrere Tankstellen, mehrere Hotels und Motels, eine Bank und verschiedene Geschäfte.

### Verkehr

#### Flugverkehr
Wie die meisten Orte in Australien besitzt die Stadt einen Flugplatz, welcher aber nur von Kleinflugzeugen benutzt wird. Linienflüge werden über den Flugplatz von Kalgoorlie abgewickelt.

#### Straße
Norseman liegt am Coolgardie-Esperance Highway der in Nord-Süd-Richtung durch die Stadt verläuft. Der Eyre Highway beginnt hier und führt in östlicher Richtung durch die Nullarbor-Wüste nach Adelaide.

#### Eisenbahn
Die Bahnlinie Kalgoorlie-Esperance führt durch die Stadt, wird aber nur für den Güterverkehr – insbesondere für Bergwerke – benutzt.

### Infrastruktur
In der Stadt befinden sich ein Krankenhaus und eine Schule sowie verschiedene Geschäfte.